# IC 440
IC 440 је спирална галаксија у сазвјежђу Жирафа која се налази на листи објеката дубоког неба у Индекс каталогу.
Деклинација објекта је + 80° 4' 6" а ректасцензија 6h 19m 13,0s. Привидна величина (магнитуда) објекта IC 440 износи 13,4 а фотографска магнитуда 14,2. IC 440 је још познат и под ознакама UGC 3427, MCG 13-5-21, CGCG 348-16, KCPG 109, IRAS 06102+8005, PGC 18807.